# Notobotocudo
Notobotocudo, jedno od tupian plemena koje s Guarani plemenima Chiripã, Apápocúca, Aré, Guayakí i Mbühá učustvuje u prvoj migraciji iz amazaonskog bazena prema jugu Brazila, nastanivši krajeve uz gornji tok rijeka Uruguay i Iguaçú. Pravo ime ovog plemena nije poznato a završetak -botocudo, dao im je Hermann von Ihering zbog njihove sličnosti s Botokudima. Ovo pleme moguće je identično Xeta ili Aré Indijancima.

## Vanjske poveznice
- Dr. Moisés S. Bertoni, PREHISTORIA Y PROTOHISTORIA DE LOS PAISES GUARANÍES